# Opisthoxia lyllaria
Opisthoxia lyllaria là một loài bướm đêm trong họ Geometridae.